# Montmarault
Montmarault település Franciaországban, Allier megyében. Lakosainak száma 1522 fő (2022. január 1.). Montmarault Blomard, Saint-Bonnet-de-Four, Saint-Marcel-en-Murat és Sazeret községekkel határos.

## Népesség
A település népességének változása:
| Lakosok száma | 1446 | 1443 | 1597 | 1572 | 1501 | 1514 | 1521 | 1524 | 1523 | 1522 |
|               | 1968 | 1982 | 1990 | 2006 | 2013 | 2015 | 2017 | 2019 | 2020 | 2022 |